# Periclina cervinoides
Periclina cervinoides là một loài bướm đêm trong họ Geometridae.